# Rotunda-Gletscher
Der Rotunda-Gletscher (von englisch rotunda ‚Rundbau‘) ist ein Gletscher im ostantarktischen Viktorialand. In der Royal Society Range fließt er in nördlicher Richtung zwischen dem Ugolini Peak und dem La Count Mountain zum Ferrar-Gletscher.
Sein Name taucht erstmals im Bericht Tephra in Glacier Ice (englisch für Pyroklastisches Sediment im Gletschereis) der neuseeländischen Glaziologen Harry Keys, Peter Anderton und Phil Kyle auf, die zwischen 1973 und 1975 zweimal im Gebiet des Gletschers tätig waren. Vorlage für die Benennung war die Rotunda, ein 2410 m hoher Zeugenberg an der Westflanke des Gletschers.